# Ferreiras
Ferreiras ist eine Ortschaft und eine Gemeinde im Süden Portugals. Ferreiras liegt etwa 7 Kilometer nördlich der Algarveküste und rund 40 Kilometer nordwestlich von Faro.

## Geschichte
Die ältesten Siedlungsspuren im Gemeindegebiet stammen aus dem 2. Jahrhundert v. Chr., an der archäologischen Ausgrabungsstelle Cerros Altos. In Ataboeira fand man römische Münzen und Dachziegel. Es folgte die Eroberung durch die Araber ab 711, die hier insbesondere Spuren im Baustil hinterließen.
Ferreiras blieb ein kleiner, landwirtschaftlich geprägter Ort in der Gemeinde Albufeira. Erst mit dem Einsetzen des Massentourismus an der Algarve ab den 1960er Jahren, der einen Bauboom und neue Straßenverbindungen brachte, begann auch in Ferreiras eine Phase des Wachstums. Produzierendes Gewerbe und Hotels siedelten sich hier an.
Am 12. Juli 1997 wurde Ferreiras eine eigenständige Gemeinde.

## Verwaltung
Ferreiras ist Sitz einer gleichnamigen Gemeinde (Freguesia) im Kreis (Concelho) von Albufeira im Distrikt Faro. Sie hat 7267 Einwohner auf einer Fläche von 20,1 km², was einer Dichte von 361 Einwohnern pro km² entspricht.(Stand 19. April 2021)
Folgende Ortschaften liegen im Gemeindegebiet:
| - Alfarrobeiras - Alpouvar - Assumadas - Ataboeira - Camping - Canais - Cortesões - Cotovio - Ferreiras | - Fontainhas - Malhada Velha - Mosqueira - Pinhal - Poço das Canas - Texugueiras - Tomilhal - Vale Paraíso |

## Verkehr

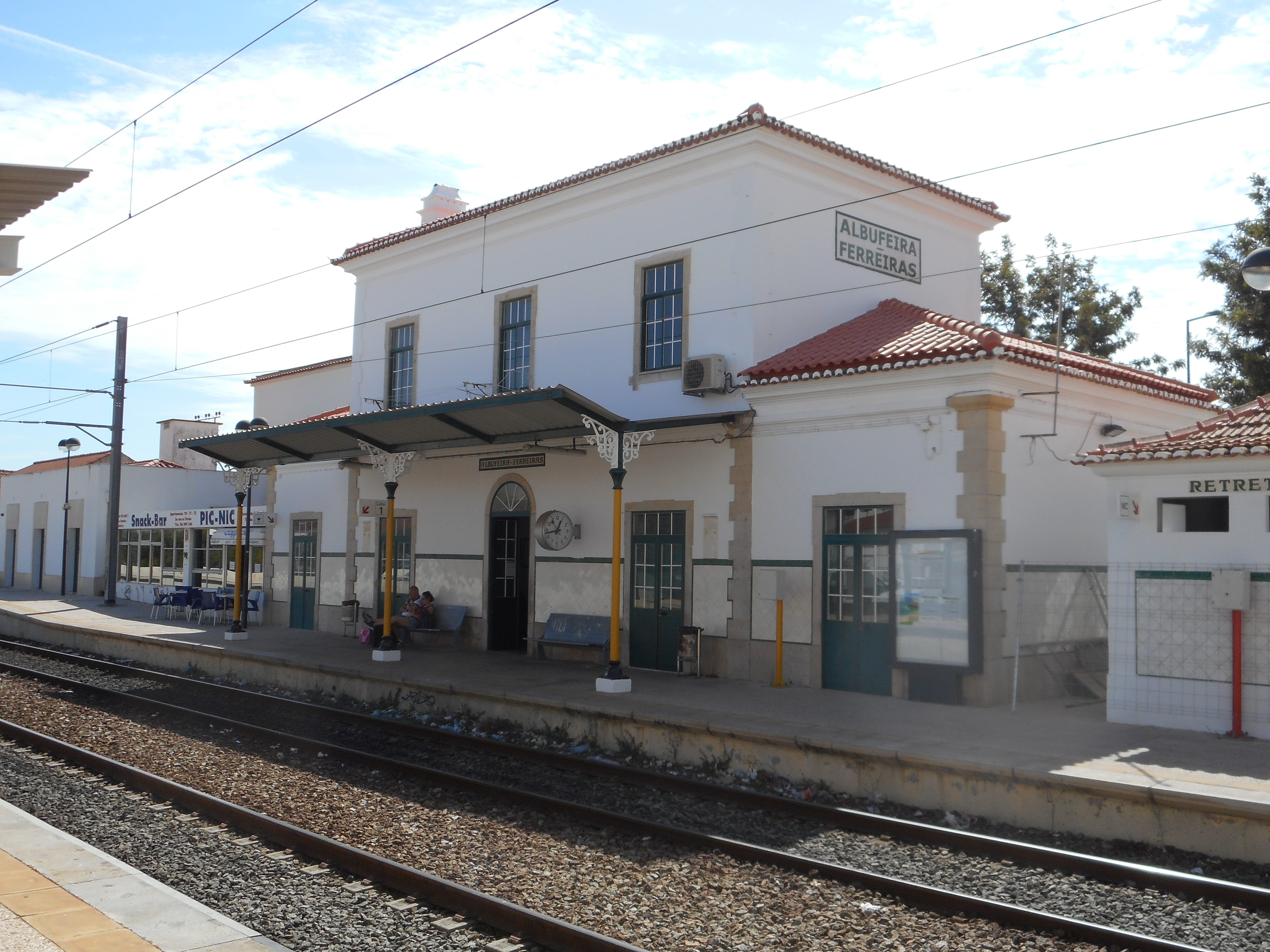
Der Bahnhof Albufeira, in der Gemeinde Ferreiras gelegen

Der Bahnhof Albufeira liegt in der Gemeinde Ferreiras, die damit an die Eisenbahnstrecke der Linha do Algarve angebunden ist.
Auch die Ausfahrt Nr. 9 der Autobahn A22, auch Auto-Estrada Via do Infante de Sagres genannt, trägt den Namen Albufeira, liegt aber tatsächlich nahe bei Ferreira.
Der Öffentliche Personennahverkehr wird in der Gemeinde Ferreiras durch Buslinien gewährleistet. Angefahren wird Ferreiras im 30-Minuten-Takt durch die gelbe Linie des städtischen Busnetzes von Albufeira (GIRO-Transportes Urbanos).